# 段嵘
段嵘（1972年9月29日—），中国云南省昆明市人，围棋职业七段棋手。他8岁学棋，10岁进体校，14岁进集训队。他1985年入段，2000年7月升为七段。

## 国内比赛成绩
获1986年全国少年赛冠军，1987年新秀杯第4名，1995年进入第8届中国围棋名人战循环圈。获1999年第2届NEC新秀杯亚军。1999年至2004年代表云南队参加围甲联赛。

## 国际比赛成绩
2002年进入第7届三星杯本赛，本赛首轮负于刘昌赫。

## 个人生活
段嵘的妻子是中国象棋职业棋手张文彤。